# Brentwood Bay
Brentwood Bay är en ort på den södra delen av halvön Vancouver Island, som tillhör den kanadensiska provinsen British Columbia. Orten hade en folkmängd på 15 348 personer vid den nationella folkräkningen 2001 och ingår i kommunen Central Saanich.